# Shibuxiang (ort i Kina, Jiangxi Sheng, lat 28,61, long 115,69)
Shibuxiang är en ort i Kina. Den ligger i provinsen Jiangxi, i den sydöstra delen av landet, omkring 21 kilometer sydväst om provinshuvudstaden Nanchang. Antalet invånare är 38 895. Befolkningen består av 18 399 kvinnor och 20 496 män. Barn under 15 år utgör 28,0 %, vuxna 15-64 år 65 %, och äldre över 65 år 5,0 %.
Runt Shibuxiang är det tätbefolkat, med 356 invånare per kvadratkilometer. Närmaste större samhälle är Xinjianxian, 14,9 km nordost om Shibuxiang. Trakten runt Shibuxiang består till största delen av jordbruksmark.
Genomsnittlig årsnederbörd är 2 096 millimeter. Den regnigaste månaden är juni, med i genomsnitt 340 mm nederbörd, och den torraste är oktober, med 36 mm nederbörd.